# Shuars
Els shuars (també coneguts com a jívaros) són un poble amerindi que viu a la selva amazònica del Perú i l'Equador. Els shuar de l'Equador estan assentats a les províncies de Morona Santiago, Zamora Chinchipe i en menor nombre a les províncies de Napo, Orellana, Sucumbíos i Guayas.

Bandera del Poble Shuar

La denominació jívaro té una connotació fortament despectiva en el seu ús perquè és un sinònim de “salvatge” o “bàrbar”. Aquest terme és rebutjat pels shuar.

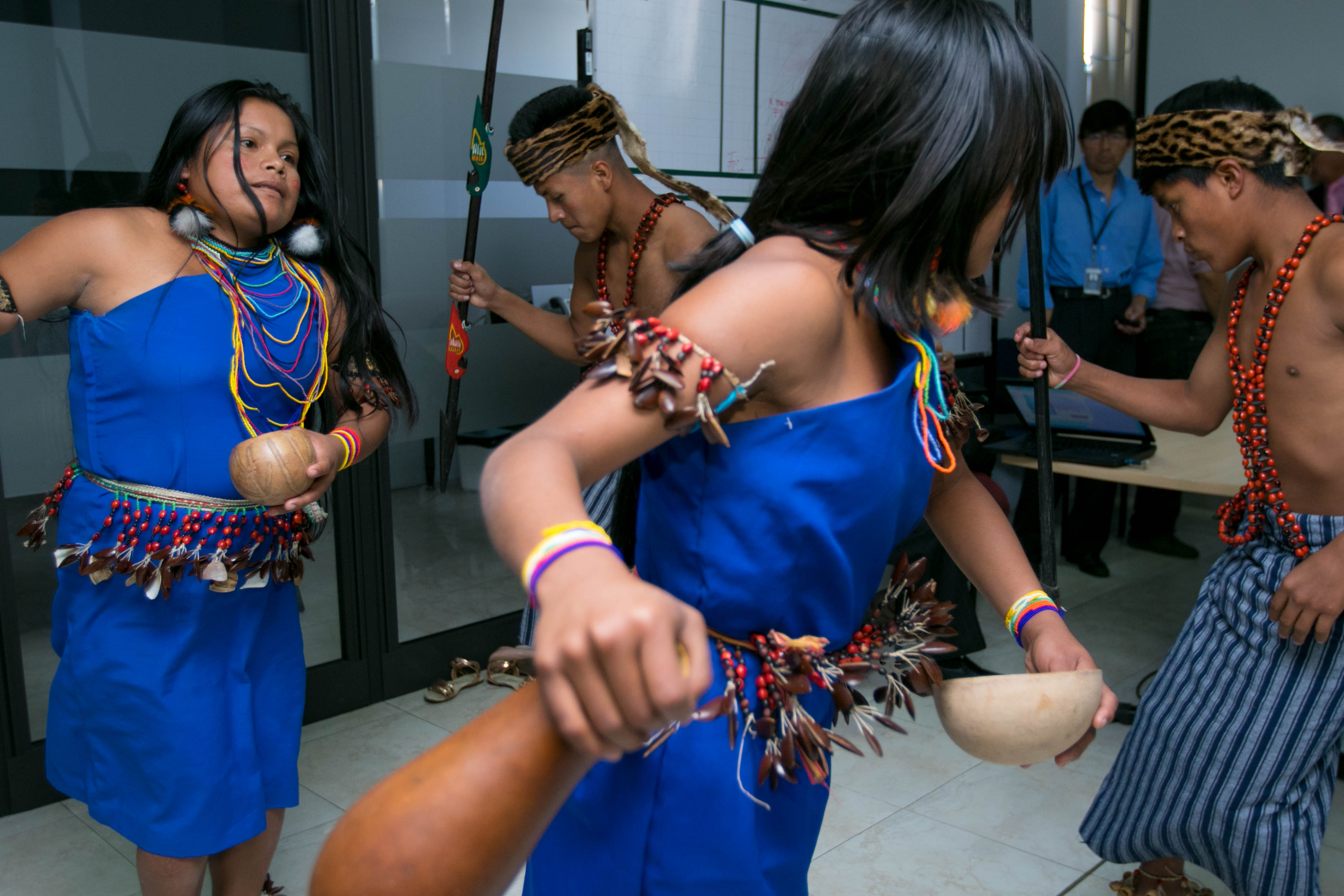
Dansa Shuar

La paraula “shuar” no vol dir només jívaro, com s'ha dit a vegades, sinó “home”, “homes” o “gent” i és usada per tots els grups shuar -exceptuats els aguarunas- per a indicar qualsevol indígena o grup indígena sense considerar la seva afiliació cultural o lingüística.

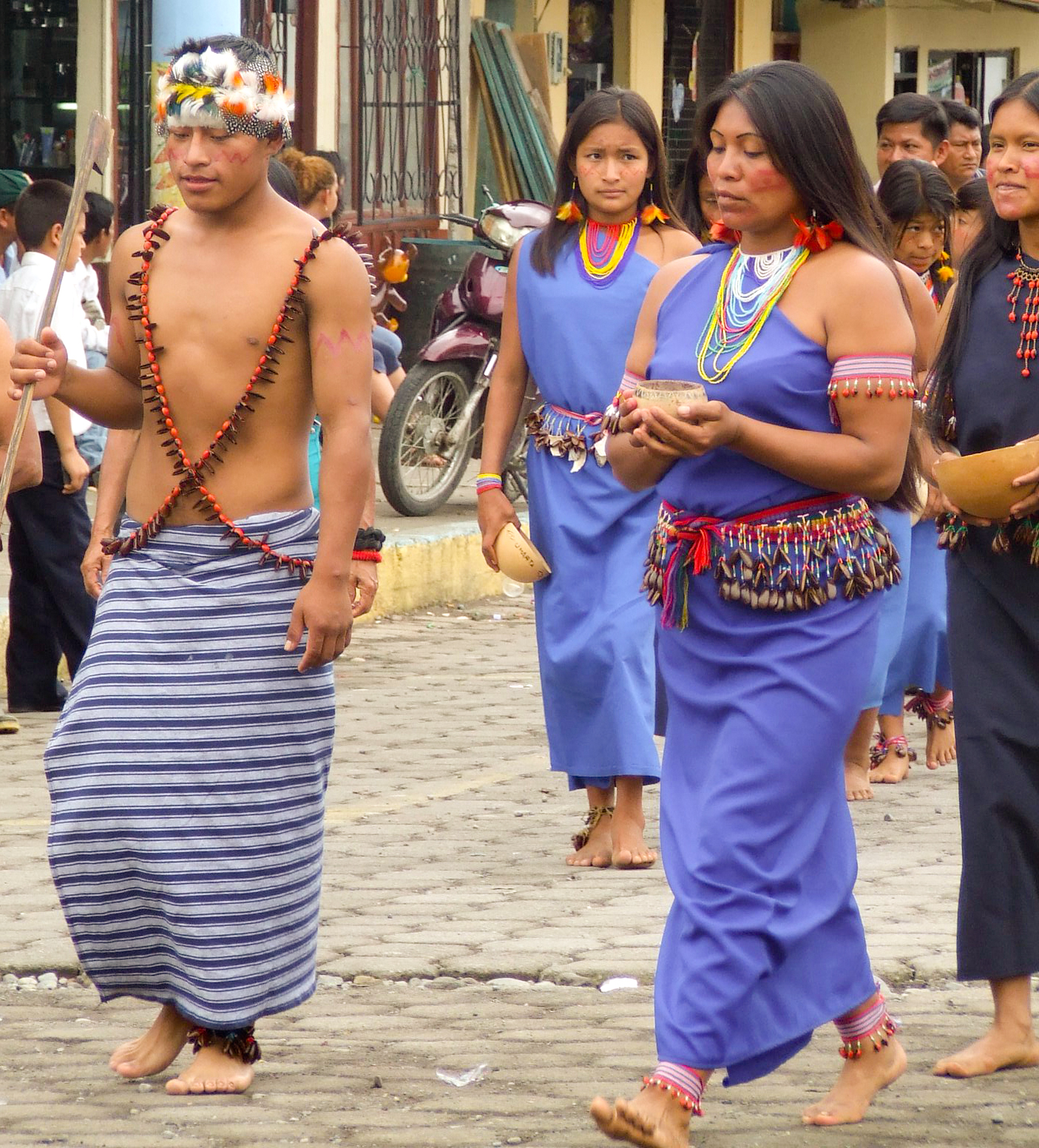
Shuars a Huamboya

## Llengua i família lingüística
La llengua dels shuar és el shuar-chicham i actualment, també parlen el castellà. Formen part de la família lingüística chicham, la qual també pertanyen els grups ètnics achuar, shiwiar, wampis i awajun. Chicham és la denominació que els és pròpia, però al llarg de la història el món de la ciència, de manera errònia, els ha denominat família lingüística jívara.
L'any 2001, segons el "Instituto Nacional de Estadísticas y Censos" equatorià, la segona llengua més important era el shuar-chicham representat en el 8,8% del total de llengües indígenes.

## Història
Abans de la conquesta castellana, els shuar conviuen a l'Oest de l'Equador amb l'Imperi Inca, el qual havia conquerit tots els grups equatorians de la Serra. L'emperador inca Huayna-Cápac va dirigir aleshores un exèrcit per conquerir als shuar. La invasió, que possiblement va tenir lloc a les conques dels rius Zamora superior i Chinchipe, rep tanta resistència que Huayna-Cápac finalment ha d'escapar, declarant que aquells habitants eren indignes de ser súbdits.
La primera incursió d'europeus al territori shuar es produeix l'any 1549, en virtut d'una expedició castellana conduïda per Hernando Benavente. Benavente va entrar, segurament, pels contraforts orientals dels Andes des de les fonts del riu Upano, continuant pel sud d'aquests fins a arribar a la unió amb el riu Paute. Un cop arribat a territori shuar, i contràriament a la intenció inicial de fundar allà una ciutat, es retira perquè es troba amb una societat molt hostil, amb asentaments molt separats els uns dels altres i un ambient massa desagradable com per establir-hi una colònia. Més endavant, però, el virrei del Perú envia una nova expedició de colons i soldats al territori shuar. Aquests nouvinguts estableixen acords de pau amb els shuar, i comencen a explotar jaciments d'or molt rics als rius Paute, Zamora i Upano. En tenir tant d'èxit amb aquestes explotacions, el 1552 es funden dues comunitats principals, descrites com a "ciutats": Logroño (possiblement a la unió del riu Paute amb el riu Zamora) i Sevilla de Oro (probablement cap a la meitat del curs de l'Upano).
Tot i haver aconseguit la cooperació d'alguns shuar a les explotacions aurífiques, d'altres s'hi van oposar, arribant revoltar-se i a matar a un gran nombre de castellans, però sense arribar no obstant a anorrear-los. L'èxit obtingut pels castellans en la mineria de l'or d'aquelles terres fa despertar en molts colons actituds cobdícioses i també despòtiques envers els shuar, fins que l''any 1599 es produeix la seva coneguda revolta. El detonant va ser l'exagerada cobdícia mostrada per l'últim governador de Macas, i les festes celebrades amb motiu de la coronació de Felip III de Castella. La revolta té greus conseqüències pels colons castellans; els pocs que sobreviuen han de marxar cap al nord, a la part superior de la vall d'Upano, on es funda la colònia dels refugiats de Macas.
Des del 1599 fins quasi la meitat del segle XX els shuar mantenen contactes intermitents amb les nacions colonials. Hi ha diversos intents d'expedicions missioneres i militars per entrar a la zona shuar, però totes acaben en desastre. Ja al voltant del 1941, les relacions entre els shuar i els hispanoamericans esdevenen de nou tenses a causa de la guerra entre el Perú i l'Equador. Quan tropes equatorianes ataquen una casa shuar pensant-se que s'hi allotjaven peruans, els shuar comencen a témer que els hispanoamericans els vulguin exterminar per quedar-se amb les seves terres, i decideixen organitzar-se per combatre'ls. Aquesta confrontació no arriba a produir-se, perquè la temuda ofensiva mai es du a terme. No obstant, més endavant s'envien noves missions per tal d'evangelitzar els shuar, obrint-se així la via que acabarà permetent finalment als equatorians ocupar gairebé totes les terres shuar cultivables de la vall de l'Upano, amb els shuar reduits a la condició de mà d'obra. És així com l'any 1950 els shuar de l'occident de la serralada andina queden definitivament exposats al contacte continu amb la població hispanoamericana de l'Equador. A les zones frontereres, soldats i policies equatorians contribueixen a imposar als shuar les lleis nacionals. D'altra banda els missioners, amb el suport d'estaments político-legals, duen nens shuar a internats on els aculturen per tal d'oferir-los una nova vida.

## Sistema econòmic tradicional i actual
El sistema econòmic tradicional i actual es basa en tres activitats vitals per la continuïtat d'aquesta població: agricultura, caça i pesca.
La subsistència dels shuar depèn de l'agricultura del bosc tropical. El sistema econòmic tradicional en la Regió Amazònica, es basa en la producció de camps desgastats i cremats en economia mixta; l'aportació de l'hort es complementa amb la caça, la pesca, la recol·lecció i la criança d'animals. En els cultius mixtos existeixen a prop de 50 plantes diferents, de les quals un 67% serveixen per a l'alimentació, el 20% per remeis i verins, i el 13% per la fabricació de béns de consum duradors. Els camps es troben en el bosc primari o secundari i el seu temps d'utilitat és de mitjana de tres a quatre anys, mentre que el temps necessari per a la regeneració del sòl entre deu i quinze anys. Un cop el camp és malgastat s'incinera pel posterior cultiu. Abans que la producció del sòl disminueixi dràsticament, es prepara un nou hort. La planta més coneguda i amb més facilitat de plantar és la Yuca.
En segon lloc, hi ha la caça la qual serveix per a l'alimentació proporcionant una dieta rica en proteïnes i pel subministrament de matèria primera destinada a la producció d'adornaments i instruments musicals (ocasionalment es venen pells i cuirs als comerciants). Els animals de caça més importants són dues espècies de pècaris (mamífers) perquè la carn d'aquests està molt ben considerada. Les partides de caça estan formades per un o dos homes, o bé, un home i la seva esposa.
En tercer lloc, la pesca també proporciona aliments rics en proteïnes. Els mètodes i les tècniques de pesca depenen del nivell de l'aigua dels rierols, en tant que, quan el nivell és alt es pesca amb canya i quan és baix amb barbasco.
Tanmateix, per l'obtenció d'aliment, la recol·lecció és un complement amb menys importància que les tres activitats anteriors. Tot i això, constitueix una font principal d'on s'obtenen materials per la fabricació de béns de consum duradors. Es recol·lecten aproximadament 79 productes naturals diferents, els quals la majoria serveixen de materials per la fabricació de béns de consum. La resta, amb menys quantitat, serveixen per a la dieta alimentària, per remeis i estimulants i per fabricar tints i perfums. La criança d'animals –gallines, ànecs i porcs- serveixen bàsicament per a la venta; només els gossos de caça i de guàrdia serveixen per satisfer necessitats pròpies.
Per acabar, cal destacar que tots els homes i dones posseeixen coneixements per la fabricació d'objectes d'ús quotidià. La majoria d'aquests objectes de consum són de duració limitada per les condicions climàtiques extremes; perquè puguin ser útils, aquests objectes són heretats de pare a fill i de mare a filla. L'acumulació de béns no representa prestigi per l'individu. Aquestes activitats econòmiques es caracteritzen per una clara diferenciació sexual del treball que s'explica gràcies a la mitologia i la pràctica ritual. L'activitat econòmica està estretament lligada amb l'activitat ritual, en tant que, per exemple els cants propiciatoris constitueix un requisit essencial per l'èxit de les diferents activitats econòmiques.

## Organització social i política
L'organització social dels shuar és dispersa. La població es divideix en un gran número d'unes poques famílies de sang estretament emparentades entre elles. Aquestes subtribus no formen comunitats assentades en poblats; cada família viu comunalment en grans cases (héa), les quals es troben escampades per la selva. Cada casa shuar forma una unitat social, política i econòmica independentment i separada, amb el seu conjunt de famílies, les seves plantacions conjuntes i el seu propi governant o cap.
Certament, l'ordre social dels shuar té components igualitaris i jeràrquics, encara que no és estratificat. L'organització sociopolítica està determinada en gran manera pels individus; l'acció d'aquests individus constitueix la part central de l'estructura social. És aquí quan entra en joc la concepció del poder com a atribut de la persona. L'estatus social no pot ser heretat i depèn bàsicament del sexe, de l'edat, del coneixement i els esforços personals. Les diferents capacitats de l'individu i la seva relació amb el poder espiritual estableix un patró de diferenciació social que depèn sobretot de les persones i no dels grups de persones com per exemple els grups de parentesc. En aquest sentit, en aquesta societat el criteri més important per a determinar la posició de l'individu en la seva xarxa social és el complex de capacitats/poder conjuntament amb edat i gènere.
La integració i acumulació d'aspectes d'identitat adquirits s'entenen com un creixement de poder. Expressa una ideologia en la qual es valora molt l'èxit, la superioritat i la força en diferents contextos, i està molt associada amb l'obtenció d'estatus social. Pels shuar el poder creix a partir d'una combinació i integració del saber, del coneixement, i de l'experiència. El poder està molt relacionat amb els mites, la cosmovisió de la societat i el concepte de persona. Per tant, els individus amb una posició social elevada seran aquells que tinguin bones capacitats i un alt coneixement i de rebot tindran poder.
El poder està vinculat amb el coneixement sobre els processos naturals. El poder és un procés dinàmic, i no és entès com una institució sinó com una propietat personal. El prestigi i la influència d'una persona depèn de la seva conducta i deuen ser conservats en el marc de les interaccions socials.

### Matrimoni, vida sexual i la dona shuar
El matrimoni shuar és endogàmic i generalment, es casen entre parents. Tot i això, hi ha graus de consanguinitat dins dels quals està prohibit el matrimoni. El costum estableix que un parent proper és preferit a un altre més llunyà.
Per una banda, els cosins de part masculina no es poden casar respecte ego. Aquests són vistos com un germà/germana i el matrimoni entre ells seria considerat incest. Per altra banda, no hi ha prohibició matrimonial entre els fills d'un germà i una germana o de dues germanes. Tot al contrari, tals matrimonis són entesos com una cosa perfectament natural. En la mateixa línia, encara que un tiet patern no es pugui casar amb la seva neboda, no té prohibit casar-se amb la filla d'una germana.
L'incest i tota relació sexual il·lícita és mirada amb horror i es castiga severament amb un tractament cruel, que a vegades suposa la mort de les dues persones. Això no vol dir que no es produïssin aquest tipus d'aparellament, però la parella s'escapava per no ser perseguits per la família. La raó per la qual estava prohibit era perquè els shuar creien que fruit de la unió de la parella, podia néixer una criatura monstruosa (pasúna).
Els shuar són polígams. Les primeres esposes, en molts casos, són germanes entre si, ja que, un shuar sempre dona les seves filles al gendre que més li caigui bé. Tot i això, és poc casual que un home shuar tingui més de dues o tres esposes. Només els ancians caps, els quals han participat en moltes guerres en les quals han capturat noies joves i les han portat a casa seva, poden tenir quatre o més dones. La raó principal per la qual mantenen tantes esposes és perquè necessiten dones que s'ocupin de cuidar la casa, de treballar al camp, de cuidar dels nens i dels animals domèstics, i per servir cervesa de yuca als visitants. Un altre motiu pel qual tenen més d'una esposa és el gust dels homes per la varietat i perquè volen tenir molta descendència.
Respecte les dones d'un sol home, no hi ha gelosia entre elles, ho consideren una cosa normal. Cada una d'elles té una funció en el treball comú. Les dones shuar s'anomenen entre elles co-esposes, mitjançant el nom kai, el qual denota un tipus de parentesc.
El levirat és present entre els shuar. El costum mana que un home ha de casar-se amb la vídua del seu germà. Només si l'espòs difunt no té germans, es permet a la dona casar-se amb un home d'una altra família. Si la vídua es casa il·legalment o manté relacions sexuals amb un altre home, la conseqüència, d'acord amb la creença dels shuar, serà el naixement d'un fill sordmut o monstruós (netsi, pasúna) i probablement l'home casat amb la dona es morirà aviat. Això es deu a la creença que l'esperit de l'espòs difunt, que està gelós de la seva ex-dona, no li cedirà a cap altre home que no sigui el seu germà, el qual el representa i forma amb ell una sola persona. Aquest costum es deu a les raons supersticioses i l'estreta relació que ha d'existir entre dos germans.
Si un home no es vol casar amb la vídua del seu germà, sigui perquè és molt vella o perquè ja té dues esposes o més, pot acusar-la d'haver assassinat al seu germà. Si té èxit en afirmar la sospita, la vídua pot ser acusada i matada.
És costum que un shuar després de casar-se vagi a viure a casa dels pares de la dona. El treball que fa pels seus sogres és la compensació per la seva esposa, ja que els shuar no s'acostuma mai a pagar en preu per l'esposa. Per norma, l'home continua vivint a casa els pares de la dona fins que neixin un o dos fills. Quan la família augmenta, i especialment, si l'home vol tenir una dona més, se separa dels seus sogres i funda amb la seva família una nova casa al veïnat d'ells. Freqüentment, com que la segona esposa és la germana més jove de la primera, l'home es queda vivint amb els sogres.
El jove shuar selecciona la seva futura esposa quan ella és una criatura de 5 o 10 anys. Els compromisos entre nens són molt freqüents i es fan mitjançant negociacions i acords entre els pares de la nena i el pretendent o entre els pares dels dos nens. El costum s'origina pel desig del jove o dels seus pares d'assegurar-li una esposa perquè hi ha una gran demanda de dones. Aquest acord matrimonial és facilitat pel fet que ambdues famílies, com a regla, estan aviat emparentades i el pretendent té cert dret a reclamar la jove per raons de parentesc.
L'endogàmia i la poligínia produeixen que hi hagi escassetat de dones a les seves comunitats i els homes solters són pràcticament desconeguts. Si hi ha un home que mai s'hagi aconseguit casar, aquest és ridiculitzat per tothom. Si un shuar no aconsegueix casar-se amb cap dona de la seva comunitat, buscarà casar-se amb joves d'altres tribus jívaras, robant-les de tribus enemigues vençudes durant la guerra i emportant-se-les a casa seva.
La dona en cap moment pot triar quan i amb qui es pot casar. Generalment, si una dona es queda vídua ha d'esperar un any fins que es pugui tornar a casar o fins que li creixi el cabell, el qual se li talla després de la mort del seu marit. A més a més ha de fer una cerimònia purificatòria amb foc. La dona ha de seure a una cadira. Se li tapa la cara amb un drap i es posa un niu de termites al foc, i el fum que surt se li ha d'apropar a la cara fins que estigui quasi sufocada. Es creu que aquesta cerimònia la purificarà del tabú que va rebre amb la mort del seu marit i l'habilitarà per casar-se de nou. Si la vídua es casa abans de complir l'any o no fa la cerimònia de purificació, rebrà les mateixes conseqüències que les parelles fugitives: la mort de l'home i el pasúna.
Pel que fa a la sexualitat, els shuar són molt discrets a l'hora de parlar sobre aquests temes. Consideren inapropiat discutir públicament d'assumptes sexuals o inclús fer gestos. També és cert que entre els joves shuar estan prohibides les relacions sexuals prematures fins que hagin passat la iniciació i es converteixin en el que es diu un tsémbrana. Si un noi té relacions sexuals amb una dona abans d'aquest temps, es creu que morirà pròximament.
Per acabar, els shuar utilitzen amulets d'amor per conquistar i despertar el desig sexual, són utilitzats més freqüentment pels homes que per les dones. Aquests amulets s'obtenen parcialment del món vegetal i del món animal. Els amulets d'amor es creu que té un poder meravellós per excitar les passions sexuals del sexe contrari quan se'l posa en contacte amb el cos d'ell o d'ella. És suficient agafant una fulla petita, doblegar-la i refregar-la pel braç d'una noia: aquesta instantàniament s'omplirà d'amor pel jove que ho faci.

### Habitatge i subsistència
El centre de la vida shuar és la casa de cadascú, normalment ocupada per un nucli políginic, amb un hort i completament aïllada a la selva. La casa es construeix a prop d'un riu i envoltat d'arbres, sobretot palmeres, i s'ubica en un lloc elevat per poder tenir una bona visió i facilitar la defensa amb armes de foc en cas d'un atac enemic. Un fet peculiar és que les cases són habitades només per un període de 5 a 9 anys, perquè hi ha escassetat de troncs de palmera per fer foc o perquè hi ha escassetat d'animals de caça.
L'habitatge és construïda pels homes, i les mesures i la qualitat de la casa són considerades com una demostració del "poder" dels homes que l'han feta. Els shuar divideixen la casa, conceptualment i funcionalment, en dues parts: el costat dels homes (serveix com a locutori i dormitori pels visitants) i el de les dones. L'espaiositat de la casa està acompanyada per la bona neteja i ordre que les dones fan.
 Pel que fa a la subsistència, en primer lloc, cada llar té un únic hort i els beneficis d'aquesta és l'única font d'hidrats de carboni per l'alimentació dels shuar. Gràcies al cultiu de tubercles -especialment la yuca-, a l'absència d'una llarga estació de sequera, i a la gran diversitat de cultius fa que s'aconsegueixi tenir una gran quantitat de productes agrícoles per tot l'any. A part dels tubercles, és important el plàtan i el blat "blanc"; i després, tenim en menys quantitat, la ceba, el tomàquet, la pinya, la carabassa, etc. En segon lloc, les dimensions de l'hort ve influenciat per la quantitat de dones que té un home (com més dones, més terreny). En tercer lloc, és adient relacionar les activitats agrícoles amb la divisió del treball entre homes i dones. Els homes només sembren i recullen el blat i planten el plàtan; i, les dones fan la major part del treball pesat de l'hort, ja que són les úniques responsables de treure les males herbes i de sembrar i recollir la yuca, la pelma, la papa dulce, la papa china, la ceba i la pinya.
Una altra activitat que realitzen és la caça, la qual és considerada la principal font de proteïnes i és més important que la pesca o la recol·lecció.

### Llei, enemistat, guerra i relacions interètniques
Encara que a la societat shuar no hi hagi ni un estat, ni un cap, ni una organització tribal, ni una figura d'autoritat que imposi decisions, i que controli l'execució d'aquestes, existeixen unes normes més socialitzades i banalitzades que marquen el que és correcte i normatiu en el comportament social. Tot i això, sí que hi ha un desacord per a determinar quin ha de ser la represàlia/càstig per un acte considerat desviat/antisocial.
Certament, i per exemplificar alguns dels càstigs que hi ha, cal dir que els shuar consideren dolent el fet de matar o ferir a alguna persona dins de la tribu, exceptuant si el motiu és per castigar a algú que ha fet un acte semblant a aquest. La major part de les morts són considerades casos d'homicidi, sigui per mitjà de violència física (inclou l'enverinament), sigui per bruixeria o per les ànimes venjatives (mésak). En aquest cas, la sanció contra l'homicidi seria l'homicidi. Per tant, tenen diferents sancions per diferents actes imprudents. Amb l'incest hi ha diferents graus de càstig que depenent del grau de parentesc; per exemple si es descobreix que un home té relacions amb la cosina-germana, un germà seu té el dret de colpejar-lo al cap i obligar-lo a fer que abandoni el veïnat. Per tant, ens trobem amb una societat on hi ha sancions per diferents actes i són normes d'ordre social i que s'ha decidit grupalment, no són lleis polititzades. A causa de la naturalesa venjativa de les sancions legals dels shuar, l'aplicació de qualsevol acció venjativa és probable que iniciï llargues i prolongades hostilitats entre dos grups de la tribu, fent així que hi hagi enemistat. Les enemistats es poden resoldre a través de pagar amb béns materials -generalment es dona una escopeta o porc a l'home més vell de la família enemiga-. Les enemistats també poden acabar si un dels homes més vells és matat per l'enemic.
Les relacions interètniques dels shuars es produïen a les guerres. Aquestes, però, no es fan servir per venjança contra algú en particular, sinó per assegurar el nombre més gran de caps humans d'una altra tribu, generalment els Achuar. Un altre objectiu de la guerra tot i ser menys important és el de capturar dones, o el de saquejar objectes de valor com fletxes enverinades. Harner informa que no s'ha pogut demostrar cap cas de guerra amb la finalitat d'agafar territori.
Les guerres intertribals amb els achuar havien disminuït en comparació amb el segle passat. De realitzar-se un cop cada mes, i un nombre de quatre-cents o cinc-cents guerrers, ara se'n produïen un cop cada any i rarament passaven dels quaranta guerrers. Aquest fenomen és atribuït al creixement de les associacions comercials entre tribus, el qual el principal interès és mantenir la pau per protegir els socis. És més, els parents dels comerciants amenacen aplicar sancions contra els seus propis companys de tribu en el cas que iniciessin una guerra contra els achuar. Tot i que els enemics dels shuar tenen el mateix interès de mantenir el sistema comercial, igualment s'oposen a les incursions intertribals contra els shuar.

## Hàbits i costums
Els shuar porten perforat el lòbul de l'orella i en ell introdueixen un canonet de bambú d'uns deu a quinze centímetres de llarg. Les dones solen incrementar la seva ornamentació travessant-se els llavis, es pinten el cos de vermell i negra. 

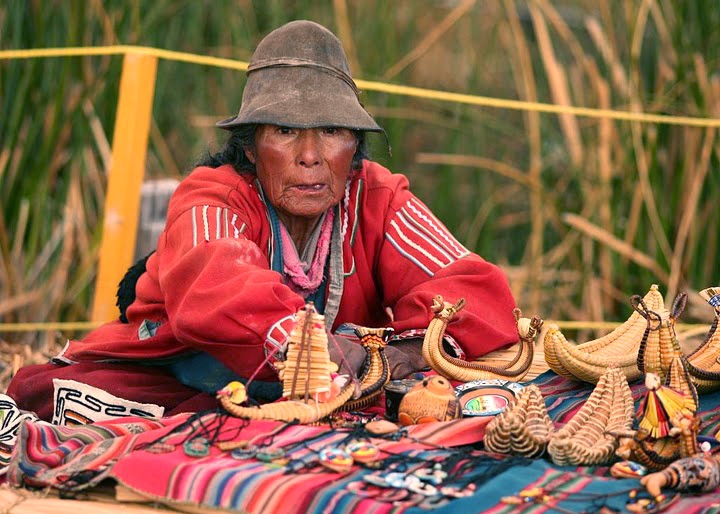
Venedora murata

La vestimenta masculina es redueix a l'itipi; fandilleta amb franges vermelles i negres, que se cenyeix a la cintura amb una faixa de cotó o de cabells humans; una cinta (tonor), amb què se subjecten el cabell, i alguns collars i braçalets. La dona, per contra, vesteix una espècie de túnica de cotó, semblant al tipoy de les guaranís.

Ja s'ha dit que els shuars són caçadors. A l'albada, quan en la tribu se sent sonar l'erke, els homes recullen les llances, esmolen les puntes de tíbies de cérvol i s'allunyen del tapirí. Potser cacen algun aguará guazu (espècie de gos salvatge que fa estremir la selva amb els seus udols), aguatíes o pacas (espècie de llebres), parauacúes (micos de bona carn) o altres animalots. Però no cacen cérvols, ja que és tabú (hapa), és a dir, prohibició religiosa.

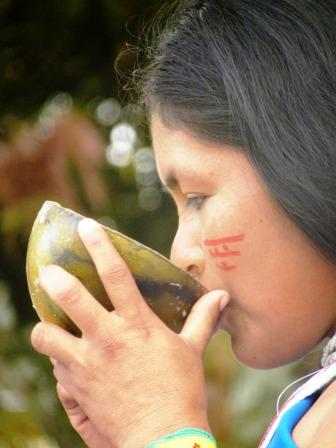
Dona shuar bevent xixa

Quan un shuar, al vespre, en tornar de la caça, deixa les seves millors peces a la vora d'una cabana aliena en la qual viu una jove, sobren les paraules: l'home es vol casar. És segur que la noia espiarà al pretendent quan aquest perseveri dia a dia, portant-li, garses, bells tucans o algun saborós mico parauacú.
Quan arriba la lluna plena (Yací Guazú), el candidat truca a la porta del tapirí i allà, davant la família de l'elegida, posa una mà sobre l'espatlla dreta d'aquesta i, sense raons òbvies, se l'emporta de la mà.
Els shuar són bígams. La dona és una verdadera esclava encarregada de preparar la mandioca i la xixa, de teixir catifes i cistells (samburás), d'emmotllar atuells (cúia) amb la seva tècnica en espiral, de carretejar l'aigua i encendre el foc. Tot ho fa la dona. I per donar naixement a un infant, s'interna ella sola en la selva, mentre el seu marit, tancat en el tapirí, gemega de tant en tant, atès sol·lícitament pels seus amics, que li proporcionen exquisides preses, fins que la seva dona torna, amb el seu fill embolicat amb fulles de plàtan.
A l'albada, els infants són polits per les seves mares, que a l'efecte omplen la seva boca amb aigua i els llencen a sobre amb fortes bufades. Després els pentinen amb olis.
En dues circumstàncies els shuar efectuen grans festes: quan neix un primogènit i quan consagren una tsantsa, és a dir, un cap d'enemic, reduïda i dissecada.

## Cosmologia, sistema de creences
Els shuar tenen una tradició narrativa molt arrelada a ells la qual l'anomenen aújmatsamu, i es tradueix com el que s'explica. Aquests narren els esdeveniments que van donar lloc a la formació del món en la forma actual i a la societat dels shuar amb els seus valors i normes. S'explica els fets dels déus i els herois culturals, contenen històries sobre esperits i monstres que viuen avui a la Selva i poden fer mal als shuar i ens mostren aventures que van viure amb ells els avantpassats. El significat d'aquests relats per la societat dels shuar és múltiple: ells transmeten el coneixement sobre l'ordre del món, sobre la formació de les institucions socials, sobre el desenvolupament dels rols de gènere, i sobre l'origen del poder espiritual i l'accés a ell. Alguns criteris que utilitzen els shuar per caracteritzar l'aújmatsamu:
- Existeix un únic terme per tots els relats aújmatsamu, en tant que, els shuar ho tradueixen quasi sempre com a mite. A més, es dona una importància especial a certs mites que parlen d'aspectes centrals de la cosmovisió i l'ordre social.
- Tots els mites es consideren històries verdaderes. La continuïtat de la tradició garanteix la seva veracitat.
- El contingut dels mites constitueix, entre altres coses, una part integral de les idees religioses. En aquest sentit, es caracteritza l'aújmatsamu com quelcom sagrat. Es refereix a sagrat com una propietat del mite pel que fa a la idea de consell patern, en tant que, la seva explicació ha d'ensenyar als infants i joves la diferència entre conductes correctes i incorrectes. Una mala conducta es castiga pels déus i els herois culturals.

- La funció més important del relat mític és educar, formar i instruir. Normalment se li dona un caràcter seriós.
- El patrimoni narratiu es concebut com un valor cultural, com una expressió de la identitat ètnica.

La religió dels shuar està reflectida en la mitologia d'aquests. Els mites dels shuar ordenen la realitat o l'estructuren, i a més, s'ocupa de la seva posició dins de la praxis ritual en relació amb les visions i el xamanisme.
Certament, els mites també tenen importància pel que fa a la relació entre home i dona, en tant que, construeixen una tipologia de comportaments ideals en funció del sexe: sovint els mites girant al voltant del matrimoni i la família, com la prohibició de l'incest o les normes morals amb relació a la sexualitat. També es parla sobre la divisió sexual del treball i els mites estableixen normes per les esferes de treball de cada sexe. Altres mites tracten sobre la creació de les formes econòmiques. En suma, el paper del mite com a legitimació i medi de transmissió de normes socials i morals està caracteritzat per la seva funció pedagògica. En el marc de la socialització, el que és explicat mostra la importància de valors ètics i socials.
 La cosmologia shuar constitueix el context espacial dels mites. Els mites no parlen ni de la formació/creació del cosmos, ni de l'ordre espacial d'aquest. El poc interès dels shuar per l'origen està relacionat amb la seva organització social i de parentesc, ja que el punt principal està en l'aliança i es dona poca importància a la descendència. El mite parteix d'un món que ja existeix i menciona un “ gran diluvio”, al que van sobreviure només alguns éssers humans. El mite dels bessons i els mites del diluvi pels shuar estan associats amb idees difuses sobre el final del món i una renovació cíclica d'aquest. Les idees sobre la fi del món i la renovació d'aquest mateix té un paper secundari en la cosmovisió i en la praxis religiosa, en contrast amb altres cultures on és una part primordial. Una gran part dels mites shuar són metamorfosis, una crònica que narra nombroses transformacions. Des d'un cosmos existent, el món actualment viscut i experimentat, pren forma a partir de la transformació del món mític. Les metamorfosis mítiques quasi no afecten a l'ordre espacial del cosmos; té més a veure amb els seus habitants i les relacions mútues (pensament, sentiments, espai vital...). La cosmologia mítica és l'expressió de la interpretació de la realitat i representa un marc conceptual pel pensament i l'acció. Descriu la veritat dels seus habitants; explica la formació del món actual com un procés de transformació on els actes humans tenen un paper protagonista. Els esdeveniments mítics contenen una dimensió sincrònica i diacrònica.
Cal afegir un aspecte molt rellevant el qual és la manera d'entendre la persona. Els shuar consideren a la persona d'una manera processal, en tant, que es construeix durant la vida d'un individu i està sotmesa a transformacions. Diferents elements s'integren successivament en l'individu, però també es pot perdre. Aquesta concepció dinàmica està lligada amb la cosmologia, s'expressa en els mites i es posada en escena dins dels rituals de visió. La gènesi d'una persona segueix els mateixos principis que la gènesi del món. La condició per obtenir arútam o els poders xamànics són certs esdeveniments rituals i de visions. Ells proporcionen a la persona aquelles qualitats i capacitats especials que determinen la seva trajectòria vital específica i la diferencien de la dels altres. Els shuar, buscant el poder per a defensar la seva família contra els enemics, aprenen ells mateixos com aconseguir ser un xaman.
La cosmovisió dels shuar entén a l'home i al cosmos no com a productes acabats d'un creador transcendent, sinó com a entitats flexibles que són recreades a través de certs esdeveniments i actes. El procés d'incorporació de diferents aspectes d'identitat és acumulatiu i flexible, i a mesura que ho vas adquirint el poder creix. Mite, saber i poder són atributs d'una persona, i estan correlacionats amb la cosmologia.
Cal destacar que entre els shuar el curandero és el metge de la comunitat (no un sacerdot). El seu objectiu principal és d'una banda, el de matar o fer mal a altres persones (sigui enemics personals o enemics de tota la comunitat) amb bruixeria; i, d'altra banda, curar un pacient que pateix un dolent enviat per altres bruixots. A més, existeixen ritus per influir màgicament amb la naturalesa, ritus per protegir-se de mals esperits, i ritus propiciatoris.

## Situació actual respecte a l'Estat Nacional i les instàncies internacionals
Les relacions socials, econòmiques i polítiques que actualment existeixen, s'expliquen a través de la Federació Interprovincial de Centros Shuar-Achuar, que en molts aspectes pot ser considerada com expressió de la “nova cultura” d'aquests pobles.
La formació de federacions indígenes és un component important del canvi cultural en la societat amazònica. Deu ser considerada com a expressió del procés multidimensional de canvis social que van ser resolta mitjançant la forta interacció i confrontació dels pobles amazònics amb diferents sectors de l'Estat Nacional. Des de l'Aixecament Indígena de 1990, la nova forma que va prendre disputa amb l'ordre social quasi-colonial està caracteritzada pels reclamants de la Confederación de Nacionalidades Indígenas del Ecuador: es busca una esmena a la Constitució de la República, mitjançant la qual es garanteixi els drets territorials socials, econòmics i culturals de les diferents nacionalitats en el marc d'un Estat pluricultural i fomentant el “dret a la formació del propi espai”. L'espai natural, l'esfera simbòlica i l'esfera social representen tres aspectes complementaris d'aquest espai lliure.
Aquest enfrontament es desenvolupa en un context sociopolític en el qual generalment es menyspreen les formes de vida indígena per considerar-les incivilitzades, tradicionals (antimodernes) i retardades, i són vistes com un obstacle, i com una resistència al progrés general de la humanitat. A Equador aquesta forma de veure les coses caracteritza l'estructura social i ètnica del país: dualitat i enfrontament constant entre pobles indígenes no civilitzats i amb la resta de la població civilitzada i progressista. Tot i això, la població indígena no es rendeix i lluita pels seus drets. Des de fa més de 30 anys s'ha produït un intens progrés organitzatiu de la població indígena. El moviment indígena de l'Equador constitueix un important factor polític, i els indígenes són considerats com un dels grups millor organitzats de la societat equatoriana. Dit això, els shuar han tingut un paper molt decisori en aquest procés. El 1964 es va fundar la primera organització indígena de Llatinoamèrica; l'actual, Federació Interprovincial de Centros Shuar-Achuar. Aquesta es va fundar com una reacció a la colonització, sobretot davant a la pèrdua d'una gran part dels territoris indígenes tradicionals. Un dels objectius d'aquesta federació és la conservació del territori actual mitjançant la legalització a través de la Llei de la Reforma Agrària; la formació d'un sistema escolar bilingüe; el millorament de la qualitat de vida mitjançant la medicina; la creació de noves estructures econòmiques, com cooperatives agrícoles; i, la preservació de la identitat cultural.
Una part d'aquests objectius s'han fet realitat, des d'aquests 30 anys (aprox.) de lluita que porten. Per exemple: el 1994 la federació shuar fan un comunicat dient que es van donar títols de terra a quasi 400 centres amb una superfície total d'un 1,7 milions d'hectàrees; el sistema escolar bilingüe ha arribat a quasi tots els centres d'educació primària; es va introduir durant els anys 70-80 la formació de cooperatives ramaderes, així com la construcció d'un establiment per la comercialització dels seus productes en els centres urbans. 
Un exemple de tensió amb l'Estat és que aquests últims anys s'està duent a terme una revolta indígena entre els shuar i el Govern de l'Equador. El conflicte esdevé a Carlos-Panantza -a la província amazònica de Morona Santiago- i Mirador -en la província veïna de Zamora Chinchipe-. Allà s'hi volen dur a terme dos dels projectes miners més ambiciosos del govern i els únics previstos perquè es desenvolupin a cel obert. Tots dos estan concessionats a les companyies xineses i filials Explorcobres S.A. (EXSA) i Ecuacorriente S.A. (ECSA) respectivament.
El poble ha intentat pactar amb l'Estat, però la resposta del govern de Rafael Correa no ha estat una altra que el desplegament de policies i militars per fer-los fora, mitjançant la violència. Aquests actes es tradueixen en: desenes de bombes incendiàries de fabricació industrial col·locades per l'exèrcit en cases i finques de la comunitat Tsuntsuim, trenta-cinc famílies i cent cinquanta persones desplaçades a la comunitat Tink o que més de quinze centres shuar pateixen impactes directes de les més de 41.700 hectàrees que abasta el projecte miner San Carlos-Panantza, entre d'altres.

## La reducció de caps(tzantza)
Els shuar mai han fet trofeus dels caps dels enemics que pertanyien a la seva pròpia tribu. Els caps trofeus o tsantsa es duien a terme quan s'havia produït una victòria sobre una tribu estrangera i consistia a agafar els caps dels enemics morts. La majoria de guerrers shuar consideraven una victòria incompleta quan es tornava a casa sense caps enemics.
 El costum entre els shuar era que un guerrer que havia capturat un cap havia de celebrar-ho amb una festa. Aquesta festa li proporcionava al guerrer honor, fama, riquesa material, noves victòries sobre l'enemic i una vida llarga.

Tan aviat com un guerrer shuar havia matat el seu enemic, li feia un tall, el més a prop del tronc, perquè es quedés amb el cap. Aquest que ho havia fet s'anomenava "el señor de la cabeza", muka héindinyu.

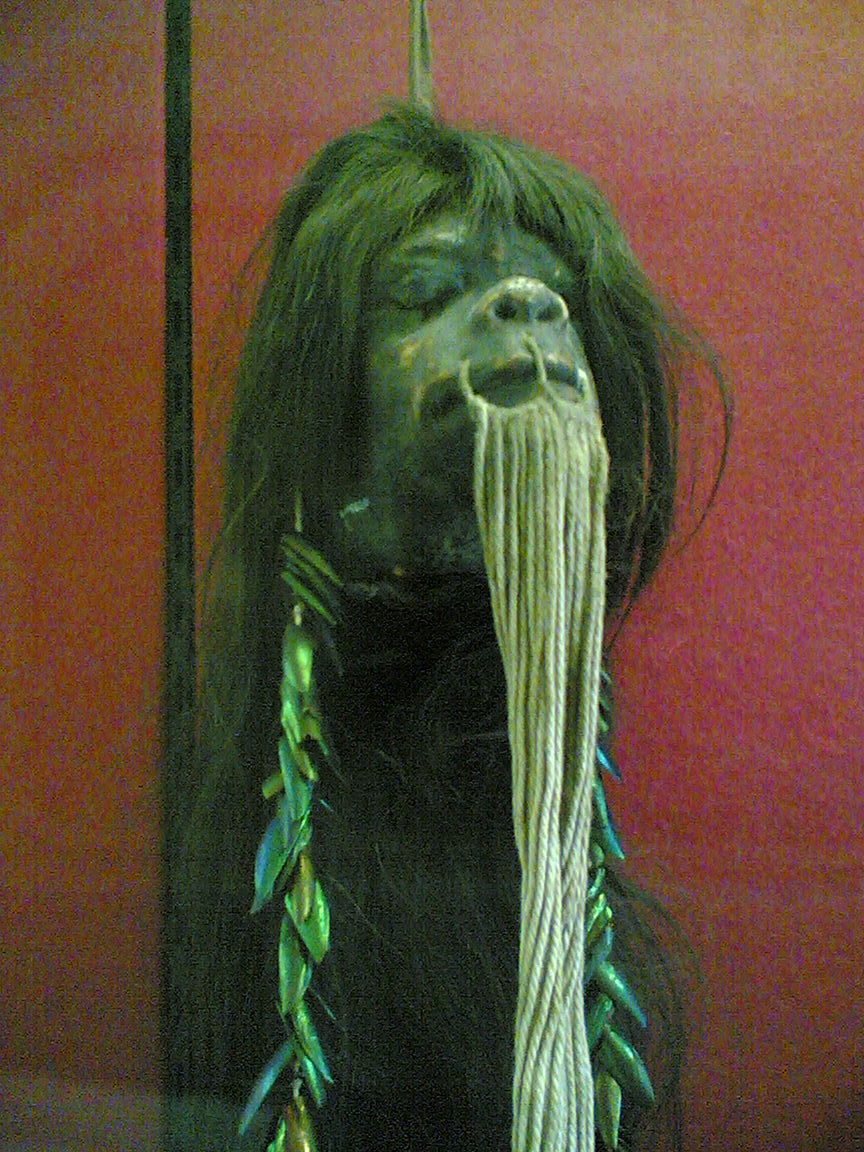
Cap reduït per la tzantza

 El procés de la reducció de caps la realitzaven els guerrers que havien agafat els caps. Si els vencedors eren molts i només havien aconseguit un sol cap, alguns d'ells podien marxar per agafar-ne més. Els que es quedaven començaven a treure el cuir cabellut. Es feia un tall a la part de darrere del cap i es començava a treure, curosament, la pell de la cara i es retirava del crani. Aquesta era la part més difícil de l'operació perquè la pell s'havia d'anar retirant amb l'ajuda d'un ganivet. El crani i la pell es deixaven a part i el cuir obtingut se submergia a una olla amb aigua bullent. Durant aquest procés, el cuir es netejava de possibles microbis. Un cop tret de l'olla, es col·locava a la punta d'una estaca fixada a terra reposant perquè es refredés.
 La reducció es feia mitjançant sorra del riu escalfant-la a una olla. Quan aquesta estava preparada, s'abocava dins el cap fins que estava omplert per la meitat El cap es mantenia amb moviment de manera que la sorra actués uniformement sobre totes les seves parts. L'objectiu d'aquest procediment era el de remoure la carn que encara estava adherida a la pell, per tal de fer el cuir més prim i per reduir del tot el trofeu. Aquest s'aconseguia repetint moltes vegades aquest procés de la sorra calenta. Cada vegada que es treia la sorra, amb l'ajuda d'un ganivet, es treia les parts cremades.
Finalment, el trofeu es deixava sacar i el cap, i especialment la cara es reduïa i conseqüentment es deformava. D'aquesta manera, s'havia de modelar amb els dits per tal d'aconseguir reproduir els trets humans. Mitjançant tres varetes de chonta (de 5 centímetres aproximadament) es travessaven, de forma paral·lela, a través dels llavis. Al voltant d'aquestes s'envoltava una tria fina de cotó i es pintava de color vermell. L'últim pas era pintar la resta de la cara de negre amb carbó.